# Dialeto uru-eu-uau-uau
O uru-eu-uau-uau (Uru-Eu-Wau-Wáu ou Urueuwauwáu) é um dialeto da língua cauaíbe, da família linguística tupi-guarani, pertencente ao tronco tupi. É falada pelos uru-eu-uau-uaus em Rondônia.